# Bathyphellia
Bathyphellia is een geslacht van zeeanemonen uit de klasse van de Anthozoa (bloemdieren). 

## Soorten
- Bathyphellia australis Dunn, 1983
- Bathyphellia margaritacea (Danielssen, 1890)